# Eresós
Eresós är en ort i Grekland.   Den ligger i prefekturen Nomós Lésvou och regionen Nordegeiska öarna, i den östra delen av landet, 230 km nordost om huvudstaden Aten. Eresós ligger 44 meter över havet och antalet invånare är 1 042. Den ligger på ön Lesbos.
Terrängen runt Eresós är huvudsakligen kuperad, men söderut är den platt. Havet är nära Eresós åt sydväst. Runt Eresós är det glesbefolkat, med 16 invånare per kvadratkilometer. Eresós är det största samhället i trakten. Trakten runt Eresós består till största delen av jordbruksmark.